# Mons-en-Baroeul

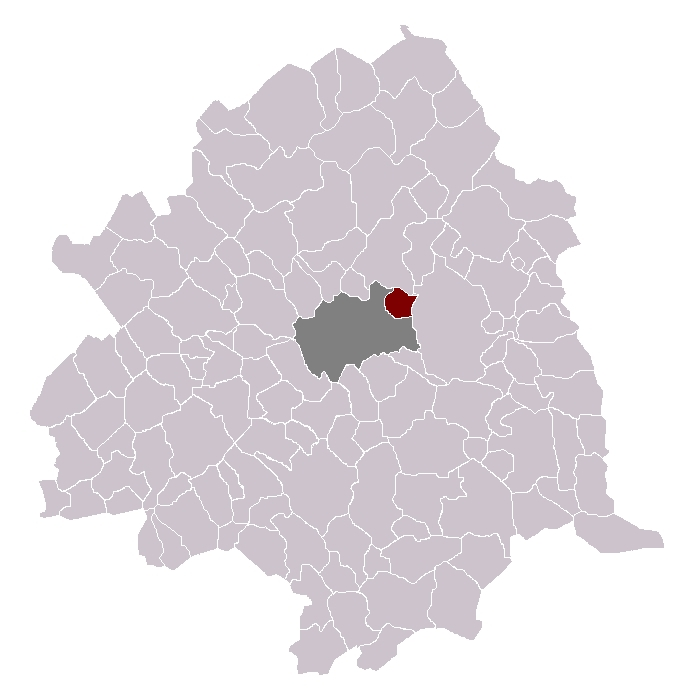
Ubicació del Mons-en-Baroeul dins del cantó i el districte

Mons-en-Baroeul (o Mons-en-Barœul) és un municipi francès situat al departament del Nord i a la regió dels Alts de França. L'any 2006 tenia 22.360 habitants. Limita al nord amb Marcq-en-Barœul, a l'oest amb Lilla, a l'est amb Villeneuve d'Ascq i al sud amb Hellemmes.

## Demografia
| Evolució de la població Ehess i INSEE |      |      |      |      |      |      |       |       |
| 1793                                  | 1800 | 1806 | 1821 | 1831 | 1836 | 1841 | 1846  | 1851  |
| 705                                   | 671  | 770  | 738  | 803  | 807  | 889  | 1 043 | 1 120 |

| 1856  | 1861  | 1866  | 1872  | 1876  | 1881  | 1886  | 1891  | 1896  |
| ----- | ----- | ----- | ----- | ----- | ----- | ----- | ----- | ----- |
| 1 319 | 1 557 | 1 868 | 2 168 | 2 383 | 2 389 | 2 891 | 2 832 | 3 575 |

| 1901  | 1906  | 1911  | 1921  | 1926  | 1931  | 1936  | 1946  | 1954  |
| ----- | ----- | ----- | ----- | ----- | ----- | ----- | ----- | ----- |
| 4 226 | 5 059 | 5 949 | 6 792 | 7 227 | 8 096 | 8 705 | 9 030 | 9 125 |

| 1962   | 1968   | 1975   | 1982   | 1990   | 1999   | 2006 | 2011 | 2016 |
| ------ | ------ | ------ | ------ | ------ | ------ | ---- | ---- | ---- |
| 11 531 | 14 113 | 28 070 | 26 638 | 23 578 | 23 017 | -    | -    | -    |

| 2019 | - | - | - | - | - | - | - | - |
| ---- | - | - | - | - | - | - | - | - |
| -    | - | - | - | - | - | - | - | - |

## Història
Els primers documents que la mencionen daten del segle xvi, tot i que hi ha proves de poblaments anteriors. Destaca el fort de Mons, amb la seva torre de finals del segle xix.

## Administració
| Període   | Identitat         | Partit        |
| --------- | ----------------- | ------------- |
| 1977-1989 | Marc Wolf         | PS            |
| 1989-1995 | Françoise Jullien | PS            |
| 1995-2001 | Marc Wolf         | Divers gauche |
| 2001-     | Rudy Elegeest     | Divers gauche |

## Personatges il·lustres
- Michel Butor, escriptor francès.